# Свети Георги (църква в Аспровалта)
Вижте пояснителната страница за други значения на Свети Георги.
„Свети Георги“ (на гръцки: Αγίου Γεωργίου) е православна църква в град Аспровалта, Егейска Македония, Гърция. Част е от Сярската и Нигритска епархия на Вселенската патриаршия.
Църквата е енорийски храм на Аспровалта. Изградена е в 1975 година и е осветена от митрополит Константин Серски и Нигритски.
Към енорията принадлежат още параклисите „Свети Спиридон“ и „Преображение Господне“, както и „Успение Богородично“ в Аспровалта Ривиера и „Успение Богородично“ в Серайки Акти.